# Cheilostomatida
Cheilostomatida zijn een orde van kolonievormende mosdiertjes uit de klasse der Gymnolaemata van de stam der  mosdiertjes (Bryozoa).

## Taxonomie
De volgende taxa worden zijn bij de orde ingedeeld:
- Onderorde incertae sedis
  - Geslacht Acanthodesiomorpha d'Hondt, 1981
  - Geslacht Austroflustra López Gappa, 1982
  - Geslacht Basyaylella Zágoršek & Gordon, 2013 †
  - Geslacht Biconcavus Figuerola, Gordon & Cristobo, 2018
  - Geslacht Brettia Dyster, 1858
  - Geslacht Bubnoffiella Voigt, 1959 †
  - Geslacht Christinella Malecki, 1964 †
  - Geslacht Discovibracella Voigt, 1964 †
  - Geslacht Enallipora Gabb & Horn, 1862 †
  - Geslacht Fissuricella Voigt, 1959 †
  - Geslacht Hoeverella Taylor & Voigt, 1992 †
  - Geslacht Homalostega Marsson, 1887 †
  - Geslacht Klugeflustra Moyano, 1972
  - Geslacht Lateroflustrellaria d'Orbigny, 1853 †
  - Geslacht Lepralia Johnston, 1838
  - Geslacht Neoflustra López Gappa, 1982
  - Geslacht Ogivalia Jullien, 1882
  - Geslacht Ostrovskia Zágoršek & Gordon, 2013 †
  - Geslacht Parastichopora Cook & Chimonides, 1981
  - Geslacht Pavolunulites d'Orbigny, 1852 †
  - Geslacht Polyeschara Reuss, 1867 †
  - Geslacht Schizolepraliella Di Martino, Taylor & Portell, 2017 †
  - Geslacht Schizotrema Vigneaux, 1948 †
  - Geslacht Stichopora von Hagenow, 1846 †
  - Geslacht Taeniocellaria Voigt, 1966 †
  - Geslacht Taenioporina Marsson, 1887 †
  - Geslacht Vibracella Waters, 1891 †
  - Geslacht Volviflustrellaria Brydone, 1936 †
- Onderorde Aeteina
- Onderorde Belluloporina
- Onderorde Flustrina
- Onderorde Membraniporina
- Onderorde Scrupariina
- Onderorde Tendrina
- Onderorde Thalamoporellina

### Synoniemen
- Onderorde Anasca => Flustrina
- Onderorde Ascophora => Flustrina
- Onderorde Ascophorina => Ascophora => Flustrina
- Onderorde Inovicellina => Aeteina
- Onderorde Malacostegina => Membraniporina
- Onderorde Neocheilostomatina => Flustrina